# Joseph Henry Kuhns

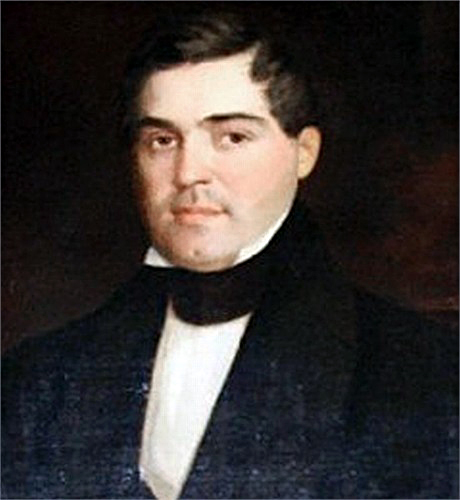
Joseph Henry Kuhns

Joseph Henry Kuhns (* September 1800 bei Greensburg, Pennsylvania; † 16. November 1883 ebenda) war ein US-amerikanischer Politiker. Zwischen 1851 und 1853 vertrat er den Bundesstaat Pennsylvania im US-Repräsentantenhaus.

## Werdegang
Joseph Kuhns besuchte die öffentlichen Schulen seiner Heimat und danach bis 1820 das Washington College. Nach einem anschließenden Jurastudium und seiner 1823 erfolgten Zulassung als Rechtsanwalt begann er in Greensburg in diesem Beruf zu arbeiten. Später wurde er Mitglied der in den 1830er Jahren gegründeten Whig Party.
Bei den Kongresswahlen des Jahres 1850 wurde Kuhns im 19. Wahlbezirk von Pennsylvania in das US-Repräsentantenhaus in Washington, D.C. gewählt, wo er am 4. März 1851 die Nachfolge des Demokraten Job Mann antrat. Da er im Jahr 1852 nicht bestätigt wurde, konnte er bis zum 3. März 1853 nur eine Legislaturperiode im Kongress absolvieren. Diese war von den Ereignissen im Vorfeld des Bürgerkrieges geprägt.
Nach dem Ende seiner Zeit im US-Repräsentantenhaus praktizierte Joseph Kuhns wieder als Anwalt. Er starb am 16. November 1883 in seiner Heimatstadt Greensburg, wo er auch beigesetzt wurde.